# Kąty Goździejewskie Pierwsze
Kąty Goździejewskie Pierwsze (prononciation : [ˈkɔntɨ ɡɔʑd͡ʑɛˈjɛfskʲɛ ˈpjɛrfʂɛ]) est un village polonais de la gmina de Dębe Wielkie dans le powiat de Mińsk de la voïvodie de Mazovie dans le centre-est de la Pologne.
Il se situe à environ 7 kilomètres au nord de Dębe Wielkie (siège de la gmina), 12 kilomètres au nord-ouest de Mińsk Mazowiecki (siège du powiat) et à 32 kilomètres à l'est de Varsovie (capitale de la Pologne).
Le village compte une population de 237 habitants en 2014.

## Histoire
De 1975 à 1998, le village appartenait administrativement à la voïvodie de Siedlce.